# Fundación (República Dominicana)
Fundación es un municipio de la República Dominicana, que está situado en la provincia de Barahona.

## Límites
Municipios limítrofes:
|                 | Norte: El Peñón y Jaquimeyes |                  |
| Oeste: El Peñón |                              | Este: Mar Caribe |
|                 | Sur: Cabral y Barahona       |                  |

## Distritos municipales
Está formado por los distritos municipales de:
| Nombre     | Código   |
| ---------- | -------- |
| Fundación  | 06040801 |
| Pescadería | 06040802 |